# بوينا فيستا
بوينا فيستا (فيرجينيا) (بالإنجليزية: Buena Vista, Virginia)‏ هي مدينة تقع في الولايات المتحدة في فيرجينيا. يقدر عدد سكانها بـ 6,650 نسمة وترتفع عن سطح البحر 255 متر.

## التركيبة السكانية
حدّد مكتب تعداد الولايات المتحدة بيانات التركيبة السكانية لبوينا فيستا في تعداد الولايات المتحدة. في ما يلي، التركيبة السكانية حسب تعدادي 2000 و2010.

### تعداد عام 2000
بلغ عدد سكان بوينا فيستا 6,349 نسمة بحسب تعداد عام 2000، وبلغ عدد الأسر 2,547 أسرة وعدد العائلات 1,749 عائلة مقيمة في المدينة. في حين سجلت الكثافة السكانية 375.9 نسمة لكل كيلومتر مربع (973.6/ميل2). وبلغ عدد الوحدات السكنية 2,716 وحدة بمتوسط كثافة قدره 160.8 لكل كيلومتر مربع (416.5/ميل2).
وتوزع التركيب العرقي للمدينة بنسبة 93.56% من البيض و4.80% من الأمريكيين الأفارقة و0.30% من الأمريكيين الأصليين و0.43% من الأمريكيين ذوي الأصول الآسيوية و0.02% من سكان جزر المحيط الهادئ و0.08% من الأعراق الأخرى و0.82% من عرقين مختلطين أو أكثر و1.01% من الهسبانيون أو اللاتينيون من أي عرق.
بلغ عدد الأسر 2,547 أسرة كانت نسبة 33.3% منها لديها أطفال تحت سن الثامنة عشر تعيش معهم، وبلغت نسبة الأزواج القاطنين مع بعضهم البعض 49.5% من أصل المجموع الكلي للأسر، ونسبة 14.3% من الأسر كان لديها معيلات من الإناث دون وجود شريك، بينما كانت نسبة 4.8% من الأسر لديها معيلون من الذكور دون وجود شريكة وكانت نسبة 31.3% من غير العائلات. تألفت نسبة 27.6% من أصل جميع الأسر من عدة أفراد يعيشون في نفس المنزل ونسبة 13.5% كانت تتألف من شخص يعيش بمفرده يبلغ من العمر 65 عاماً أو أكثر. وبلغ متوسط حجم الأسرة المعيشية 2.38، أما متوسط حجم العائلات فبلغ 2.87.
بلغ العمر الوسطي للسكان 37.9 عاماً. وكانت نسبة 22.4% من القاطنين تحت سن الثامنة عشر، وكانت نسبة 7.5% بين الثامنة عشر والرابعة والعشرين عاماً، ونسبة 25.9% كانت واقعةً في الفئة العمرية ما بين الخامسة والعشرين والرابعة والأربعين عاماً، ونسبة 24.5% كانت ما بين الخامسة والأربعين والرابعة والستين، ونسبة 15% كانت ضمن فئة الخامسة والستين عاماً فما فوق. يوجد لكل 100 أنثى 88.3 ذكر، ويوجد لكل 100 أنثى في الثامنة عشر من عمرها فما فوق 84.4 ذكر.
بلغ متوسط دخل الأسرة في المدينة 32,410 دولارًا، أما متوسط دخل العائلة فبلغ 39,449 دولارًا. وكان متوسط دخل الذكور 28,921 دولارًا مقابل 21,029 دولارًا للإناث. وسجل دخل الفرد الخاص بالمدينة 16,377 دولارًا. وكانت نسبة 8.2% من العائلات ونسبة 10.4% من السكان تحت خط الفقر، وكان من هؤلاء نسبة 14.3% تحت سن الثامنة عشر ونسبة 10.1% في الخامسة والستين من العمر وما فوق.

### تعداد عام 2010
بلغ عدد سكان بوينا فيستا 6,650 نسمة بحسب تعداد عام 2010، وبلغ عدد الأسر 2,603 أسرة وعدد العائلات 1,726 عائلة مقيمة في المدينة. في حين سجلت الكثافة السكانية 393.7 نسمة لكل كيلومتر مربع (1,019.7/ميل2). وبلغ عدد الوحدات السكنية 2,936 وحدة بمتوسط كثافة قدره 173.8 لكل كيلومتر مربع (450.1/ميل2).
وتوزع التركيب العرقي للمدينة بنسبة 90.98% من البيض و5.22% من الأمريكيين الأفارقة و1.10% من الأمريكيين الأصليين و0.44% من الأمريكيين ذوي الأصول الآسيوية و0.18% من سكان جزر المحيط الهادئ و0.42% من الأعراق الأخرى و1.67% من عرقين مختلطين أو أكثر و1.55% من الهسبانيون أو اللاتينيون من أي عرق.
بلغ عدد الأسر 2,603 أسرة كانت نسبة 30.6% منها لديها أطفال تحت سن الثامنة عشر تعيش معهم، وبلغت نسبة الأزواج القاطنين مع بعضهم البعض 47.1% من أصل المجموع الكلي للأسر، ونسبة 14.4% من الأسر كان لديها معيلات من الإناث دون وجود شريك، بينما كانت نسبة 4.7% من الأسر لديها معيلون من الذكور دون وجود شريكة وكانت نسبة 33.7% من غير العائلات. تألفت نسبة 28.9% من أصل جميع الأسر من عدة أفراد يعيشون في نفس المنزل ونسبة 13.3% كانت تتألف من شخص يعيش بمفرده يبلغ من العمر 65 عاماً أو أكثر. وبلغ متوسط حجم الأسرة المعيشية 2.40، أما متوسط حجم العائلات فبلغ 2.92.
بلغ العمر الوسطي للسكان 37.6 عاماً. وكانت نسبة 21.4% من القاطنين تحت سن الثامنة عشر، وكانت نسبة 14.3% بين الثامنة عشر والرابعة والعشرين عاماً، ونسبة 23% كانت واقعةً في الفئة العمرية ما بين الخامسة والعشرين والرابعة والأربعين عاماً، ونسبة 25.3% كانت ما بين الخامسة والأربعين والرابعة والستين، ونسبة 16.1% كانت ضمن فئة الخامسة والستين عاماً فما فوق. وتوزع التركيب الجنسي للسكان بنسبة 46.5% ذكور و53.5% إناث.

## أعلام
- غاري جينينغز